# Múlagöng
Múlagöng o Ólafsfjarðargöng es un túnel en Islandia, situado en la región de Norðurland Eystra en la Ruta 82. conecta Dalvík y Ólafsfjörður. Mide 3400 metros y fue inaugurado el 1 de marzo de 1991. Fue el más largo de la isla hasta 1996, cuando lo superó el Vestfjarðagöng.